# Scharlaken (Dordrecht)
Scharlaken was een van de oudste stenen wereldlijke gebouwen van de Zuid-Hollandse stad Dordrecht. De kern gaat terug tot omstreeks 1250-1275. Het huis stond aan het einde van de Wijnstraat, aan het huidige Scheffersplein. Het fungeerde in verschillende gedaantes als onder andere lakenhal, woonhuis, waag, tekenschool, telegraafkantoor en toonzaal van het GEB totdat het begin jaren 1960 definitief werd afgebroken.

## Eerste bouwfase
Archeologisch onderzoek heeft uitgewezen dat de eerste bouwfase rond 1250-1275 plaatsvond. Het grote bakstenen gebouw mat 9 bij 35 meter. Het bestond uit een zaal van 22 meter lang die via drie doorgangen was verbonden met een achterruimte van 11 meter. In de zijmuren van de zaal bevonden zich geen ramen, maar wel talrijke muurnissen voor kaarsen. Dit wijst erop – samen met de naam "Scharlaken" die vanaf de 14e eeuw bekend is – dat het gebouw als lakenhal werd gebruikt.
Dordrecht was gesticht in oud veengebied aan een kreek met kleiige oeverwallen, die de basis vormden voor meerdere huisterpen. Een reeks van dergelijke terpen groeide uit tot de huidige Wijnstraat, die destijds "Nieuwendijk" werd genoemd. Het gebouw stond haaks op de straat en was op een opgehoogde terphelling gebouwd, met de voorgevel op de kleiige oeverwal, vijf meter voor de huidige rooilijn. Al snel na de bouw begon het achterste deel in de veengrond weg te zakken, totdat op den duur de begane grond vrijwel volledig onder het maaiveld was verdwenen. Na enkele decennia was het gebouw gestabiliseerd. Intussen waren meerdere keren aanpassingen uitgevoerd en nieuwe vloeren aangebracht.
Mogelijk werd de lakenhal mede gebouwd om lokale productie van laken te stimuleren, maar voor zover bekend ging het in Dordrecht vooral om het verhandelen van de stoffen. De voorste ruimte was waarschijnlijk bedoeld als verkoophal met kramen, terwijl het achterste gedeelte als opslagplaats diende. Door de verzakkingen kan de lakenhal nooit echt goed gefunctioneerd hebben.
De naam Scharlaken verwijst naar de stoffen die in de lakenhal werden verhandeld. Met scharlaken werden diverse fijne, wollen stoffen aangeduid, in het bijzonder laken van hoge kwaliteit, dat meestal felrood was geverfd en zeer kostbaar was. Volgens Matthijs Balen werd in een stadsrekening uit 1312 het gebouw al "Schaarlaken" genoemd. In 1322/1323 is er sprake van de "steeghert jeghens Scaerlaken" ("steiger tegenover Scharlaken"). In 1546-1547 wordt vermeld dat er zich een haringpakkersplaats bevond "achter tscheerlaecke".

## Tweede bouwfase
Rond 1350-1375 werd het eerste gebouw afgebroken tot het maaiveld. De in de grond achtergebleven muren fungeerden als de fundering voor een nieuw, korter gebouw, waarvan de voorgevel op de huidige rooilijn werd gebouwd en de achtergevel op de voormalige tussenmuur. Op het achterterrein verrees een toren met een enorme beerkelder. Het huis en de toren werden enige tijd later met elkaar verbonden door een overdekte gang met bogen die uitkeek op de tuin. Dit nieuwe gebouw, dat de naam Scharlaken behield, was in het begin waarschijnlijk een woon- en koopmanshuis met een opslagruimte op de begane grond, die in elk geval in de 16e eeuw in gebruik was als wijnkelder. De Dordtse familie (Van) Scharlaken, die vanaf de 16e eeuw bekend is, ontleende haar naam aan het huis, maar had zelf voor zover bekend niets met de lakenhandel te maken.
Het is onbekend waar in de jaren na de sloop van de lakenhal laken werd verhandeld. In 1383 werd begonnen met de bouw van een nieuwe koopmanshal voor laken en vlees aan de Groenmarkt. Dit complex werd in 1544 verbouwd tot stadhuis. In de 17e eeuw werd de Watersteinstoren het centrum van de Dordtse lakenhandel.

## Zestiende-eeuwse gedaante
Om keizer Karel V op 21 juli 1540 vorstelijk te kunnen ontvangen werd Scharlaken inwendig verbonden met de naburige huizen Leeuwensteyn, Den Asijnhoff en het imposante "Reuzenhuis" van de familie Blijenburg, waar de keizer overnachtte. Volgens Matthijs Balen werd de keizer "geherbergd in 't groote Huys Blyenburg, daar hy twee nachten zijn verblijf hadde, en rust hielde; de Huyzen, Groot- en Kleyn-Rosendael, Leeuwensteyn, en 't Huys Schaarlaken, boven de Wage, doorgeslagen: alwaar noch overgebleven zijn 's Keyzers Wapenen, en die van Spangien."
Aart Schouman legde de omgeving van Scharlaken in of kort voor 1744 vast naar aanleiding van de afbraak van Blijenburg, waarvan de schermgevel een kopie was van een gebouw in Brugge, dat nu nog bestaat. Uiterst links bevindt zich het beursgebouw en tussen Scharlaken en Blijenburg staan de huizen Leeuwensteyn en Den Asijnhoff. Op de tekening, waarvan meerdere versies bestaan, is te zien dat de trapgevel van Scharlaken in de eerste helft van de 16e eeuw werd vernieuwd met ronde medaillons met kopjes en flamboyante vensternissen in Brugse stijl. Het is onbekend of de arkeltorentjes al vanaf het begin aanwezig waren of ook pas in 16e eeuw zijn aangebracht. 

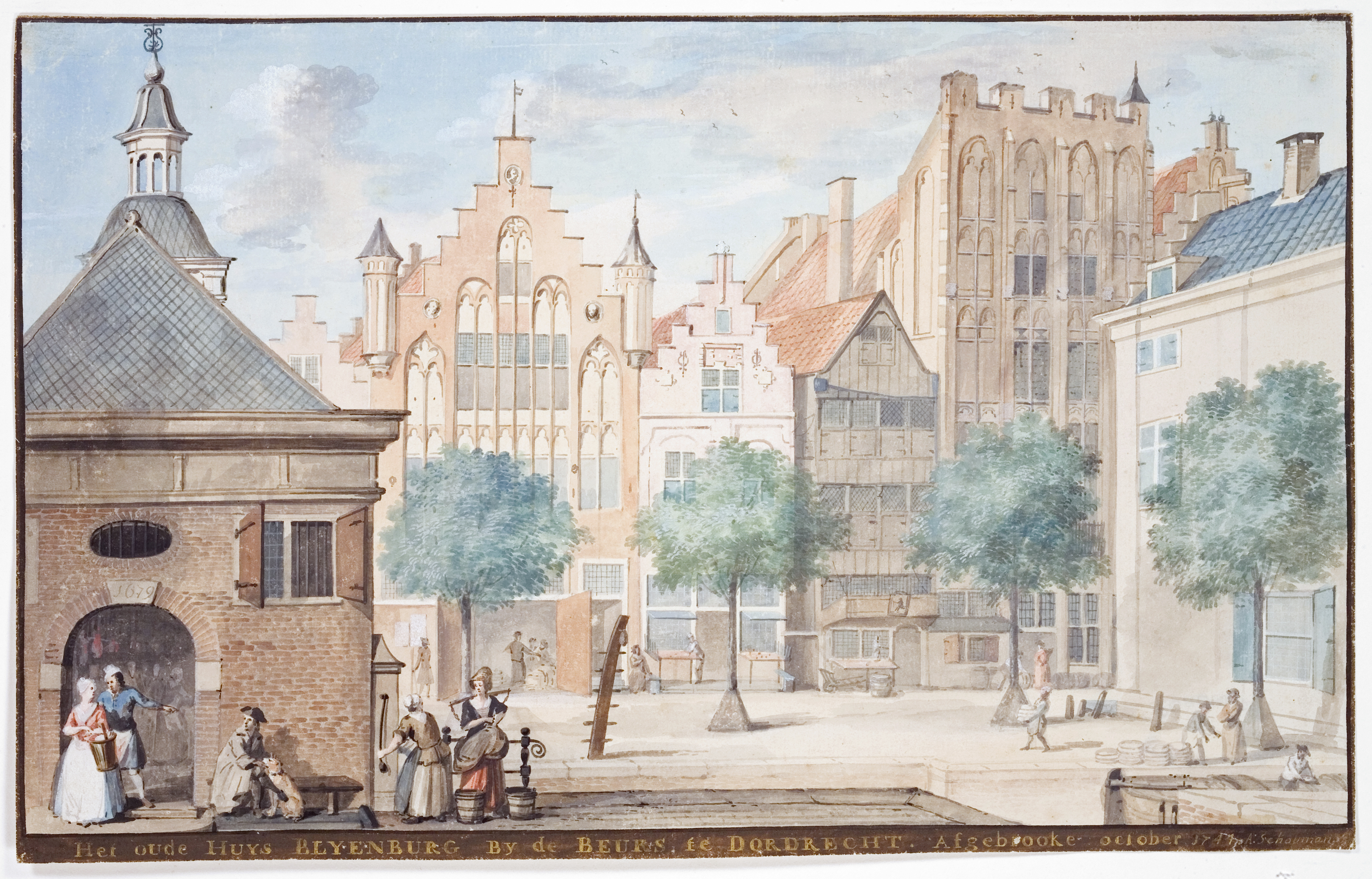
Aart Schouman, Scheffersplein rond 1744, aquarel (gestoffeerde versie)

## Stadswaag
In of rond 1594 werd de begane grond van Scharlaken ingericht tot stadswaag, na afbraak van de oude waag, die schuin ertegenover op of bij de Tolbrug had gestaan. In 1590 waren tegenover Scharlaken enkele huizen aangekocht en tegelijk met de oude stadswaag afgebroken om plaats te maken voor het Marktveld (het huidige Scheffersplein), waar in 1659 een nieuw beursgebouw werd gebouwd.
De oude stadswaag werd in 1415 vermeld als "vander stede waghe". In 1547 wordt de locatie van het huis De Nachtegaal, dat twee huizen ten westen van Scharlaken stond, omschreven als "tegen die statwaech over". De Nachtegaal was in de jaren 1547-1581 het gildehuis van het kuipersgilde.
In 1834 maakte stadsarchitect George Nicolaas Itz een nieuw gevelontwerp voor de waag. De voorgevel werd omkaderd door twee Toscaanse pilasters en een fronton met het wapen van Dordrecht. Daartussen sprong de gevel van de begane grond, waar de waag zich bevond, terug ten opzichte van de verdieping. 
Het gebouw had in deze periode ook diverse andere functies. Aan het begin van de 19e eeuw was er een concertzaal op de verdieping. In de jaren 1838-1858 was hier de Stads Bouwkundige Teekenschool gevestigd en later fungeerde het gebouw als exercitielokaal van de Dordtsche Schutterij, repetitiezaal van het Koninklijke Dordrechtsche Fanfarecorps en magazijn van schutterskledingstukken. Vanaf 1906 was er het Centraal Rijks Telefoonkantoor ondergebracht, met zend- en ontvangstantennes op het dak, dat later verhuisde naar het postkantoor aan het Bagijnhof. Intussen was de waag overbodig geworden en rond 1930 besloot het stadsbestuur het gebouw te verkopen. Daarna deed het dienst als garage en als toonzaal van het Gemeente Energie Bedrijf.

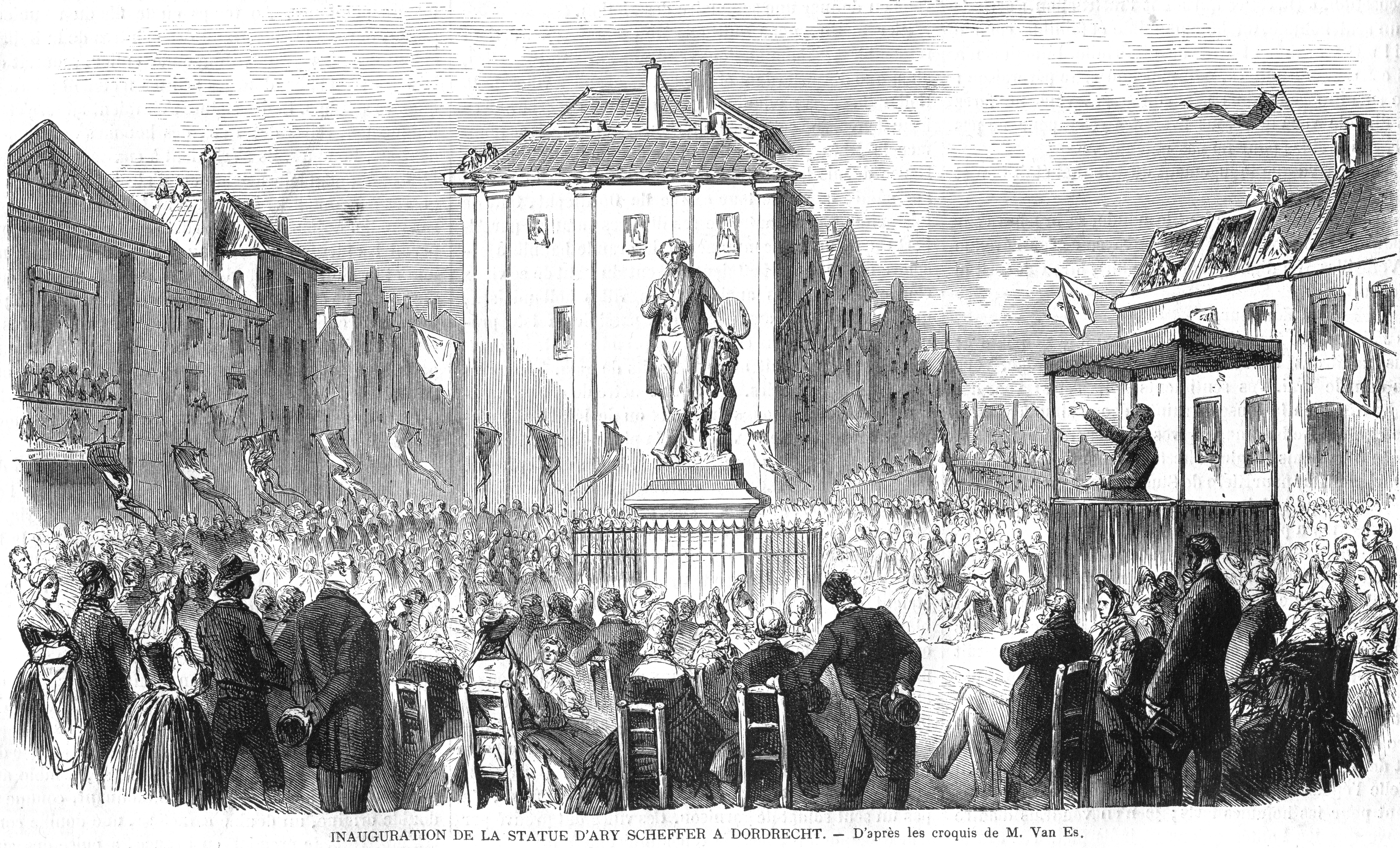
Prent van de inwijding van het standbeeld van Ary Scheffer in 1862 met uiterst links de Waag met de gevel van Itz, L'Illustration
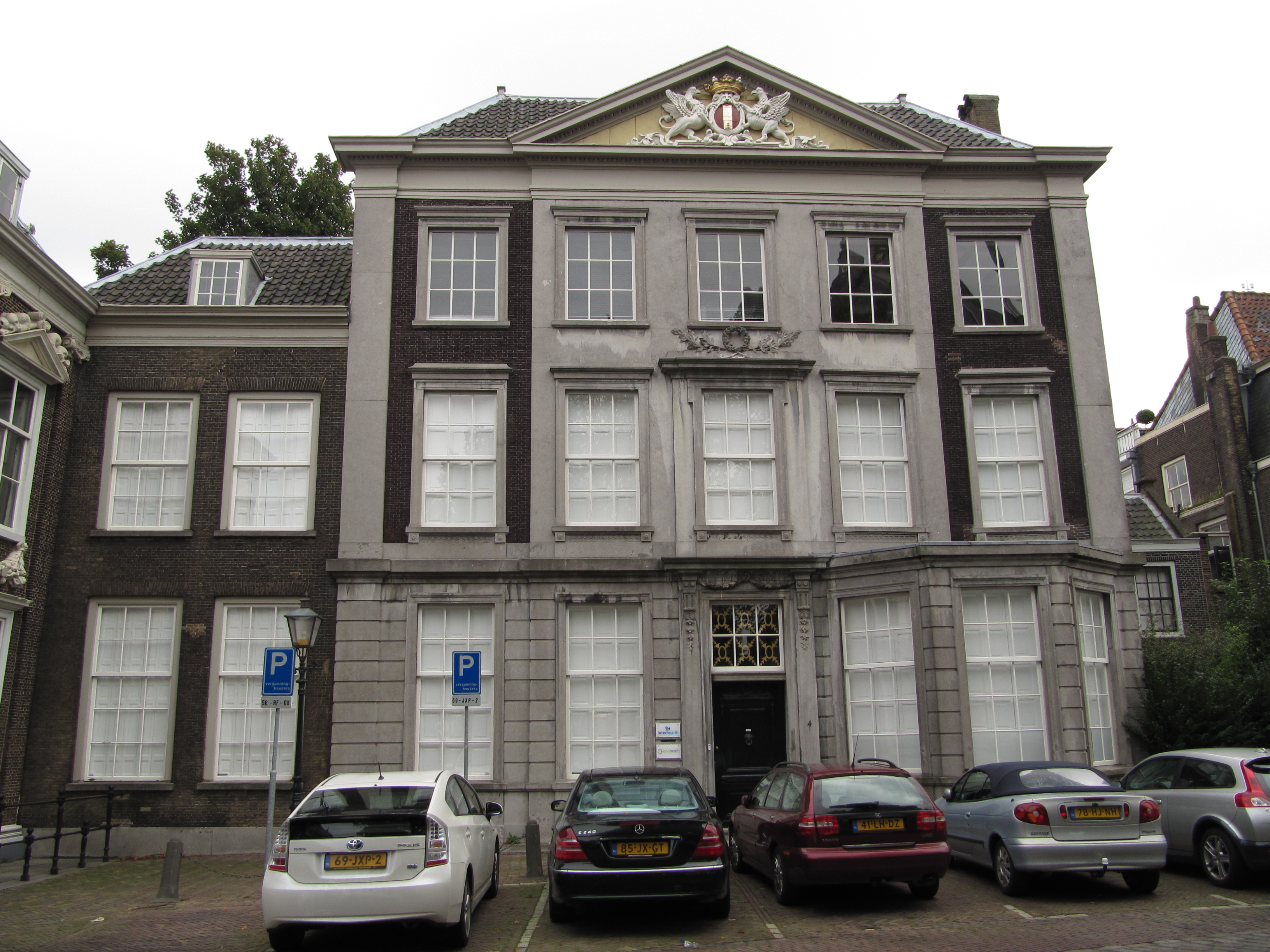
Grotekerksplein 4 met in het fronton het herplaatste Dordtse wapen van de Waaggevel van Itz

## Sloop en nieuwbouw
Het gebouw werd in of kort na 1960 gesloopt in het kader van de grootschalige vernieuwing van de binnenstad. Doordat het gebouw toen niet werd gedocumenteerd, is niet bekend hoeveel van het middeleeuwse gebouw nog aanwezig was na de verbouwing van 1834. Het wapen in het fronton van de neoclassicistische gevel van Itz werd herplaatst aan het huis op Grotekerksplein 4.
In de jaren 1986-1987 vond een archeologische opgraving plaats door de ROB onder leiding van Herbert Sarfatij, nadat al eerder vanaf 1968 terreinen in de omgeving ervan waren onderzocht. In 1990 werd hier nieuwbouw gerealiseerd naar ontwerp van Daan ter Avest, met een doorgang die de naam De Waag kreeg en waarbij de opgraving deels in het zicht is gelaten. De klok die rond 1960 de toonzaal van het GEB sierde, werd aan het nieuwe gebouw gehangen.